# برد عاشقان
برد عاشقان (به کردی: به‌رد عاشقان) گوردخمه‌ای تاریخی واقع در شهرستان سرپل ذهاب است که در دامنهٔ کوهی به فاصلهٔ ۲ کیلومتری از روستای مله‌دیزگه واقع در دهستان دشت ذهاب قرار دارد.

## قدمت
به دلیل عدم وجود هرگونه کتیبه، نقوش تزئینی و نیز عدم اشاره به این اثر در منابع تاریخی قدمت آن هنوز مشخص نشده‌است. به همین دلیل به دوره‌های مختلفی مانند ماد، اشکانی و حتی ساسانی نسبت داده شده‌است.

## نام‌گذاری
مردم کرد زبان محلی این اثر را با نام بَرد عاشقان می‌شناسند. بَرد در زبان کردی به معنای سنگ است و این واژه «سنگ عاشقان» معنا می‌دهد.

## ویژگی‌ها
گوردخمهٔ برد عاشقان مانند اغلب گوردخمه‌ها درون کوه کنده نشده، بلکه به شکل اتاقی درون قطعه سنگ بزرگی کنده شده‌است. همچنین برخلاف گوردخمه‌های دیگر، برد عاشقان ارتفاعی از زمین ندارد. تنها گوردخمهٔ دیگری که مشابه با برد عاشقان ساخته شده‌است، گوردخمهٔ سان رستم در ۱۰ کیلومتری روستای بوژان مرکز دهستان عثمانوند در شهرستان کرمانشاه است.
قطعه سنگی که برد عاشقان در درون آن کنده شده‌است، به شکل تقریبی مکعب مستطیل و به ابعاد طول ۵/۴۰ متر، عرض ۴/۴۰ متر و ارتفاع ۲/۵۰ متر می‌باشد. درون این قطعه سنگ بزرگ، اتاقی به طول ۱/۴۶ متر و عرض ۱/۰۵ متر کنده شده‌است.